# A Haunting In Crystal Cove
Chapter 23: A Haunting In Crystal Cove (Capítulo 23: Una Aparición en Cueva Cristal en América Latina, y Encantamiento en Crystal Cove en España), es el vigésimo tercer episodio de la primera temporada de la serie de televisión animada Scooby-Doo! Misterios, S. A..
El guion principal fue elaborado por Mitch Watson, mientras Joey Mason se encargó de dibujar el guion gráfico y Curt Geda estuvo a cargo de la dirección general. El episodio fue producido por la compañía Warner Bros. Animation, a manera de secuela de la serie original de Hanna-Barbera Productions, Scooby-Doo ¿dónde estás? (1969).
Se estrenó oficialmente en los Estados Unidos el 05 de julio de 2011 por Cartoon Network. En Hispanoamérica y Brasil, el episodio se estrenó oficialmente el 14 de agosto de 2011 a las 17:00 a través de Cartoon Network.

## Argumento
Una noche tranquila en la residencia Jones, el alcalde de Gruta de Cristal, aprovechando que nadie lo ve, está guardando en su caja fuerte un objeto que debe permanecer oculto y seguro: la pieza triangular del Mapa Nocturno, similar a la que encontró la pandilla en la mansión Darrow. No hay explicación de cómo llegó el objeto a sus manos, pues eran Shaggy y Scooby quienes la estaban cuidando, de ser la misma pieza. De pronto, el alcalde comienza a sufrir el ataque de una especie de fuerza sobrenatural, provocada por una sombría figura demoníaca que habla en un extraño idioma, parecida a una criatura fantasmal venida del inframundo. Freddy se levanta al escuchar los gritos de su padre, pero al llegar solo alcanza a ver cómo su padre sale huyendo de su habitación, la cual ha sido invadida por el extraño monstruo.

Al día siguiente en la escuela, Freddy les comenta sobre el suceso a sus amigos, cada uno de ellos ofreciéndole su ayuda. Luego de agradecerles e irse del lugar junto a Shaggy y Scooby, Daphne le cuenta a Vilma que está preocupada por la estabilidad de su noviazgo con Fred, pues él ha empezado a controlarla demasiado, al punto de hacer todo un horario para saber dónde está y qué hace Daphne a cada momento del día, como si ella fuera una de sus trampas. Vilma, quien se muestra aún dolida por lo sucedido con Shaggy, revelando que fue su orgullo lo que la impulsó a rechazarlo, lleva a los chicos al Museo del Espectro para que su madre le dé unos cuántos consejos a Fred sobre el encanto que había caído sobre su casa. Allí los chicos conocen a la Señorita Mermelada, la extraña amiga de la Sra. Dinkley, quien asegura que el problema del alcalde solo se puede solucionar con un exorcismo.

Esa noche Shaggy y Scooby se quedan en la casa de Freddy para ayudarlo con la sombra en caso de que vuelva a presentarse, y de paso para cenar junto a su amigo. Mientras se instalan en la sala, Scooby-Doo ve por primera vez el retrato de una joven mujer. Shaggy le explica que esa joven es la madre de Fred, quien se fue después de dar a luz a su hijo, por lo que Fred nunca la conoció.

Después de pasar unas horas en vela comiendo y viendo películas de Vincent Van Ghoul mientras Fred y su padre duermen, la sombra vuelve a atacar al alcalde y a Shaggy y Scooby-Doo por igual, hasta que consigue expulsarlos de la casa.

Asustado por no poder regresar a su hogar sin ser molestado por la sombra, el alcalde Jones empieza a vivir en su oficina. Disgustado por ver a su padre en ese estado y dispuesto a ayudarlo, Fred toma una decisión definitiva: si no es capaz de solucionar el enigma de la sombra, renunciará a su pasión de resolver misterios, para siempre. El alcalde Jones acepta la oferta, feliz de estar a un paso de eliminar uno de sus obstáculos más fastidiosos y sin creer en la palabra de su hijo.

Al anochecer, Freddy y sus amigos instalan miles de cámaras por toda la residencia Jones y llaman a la Señorita Mermelada para ver si es posible contactarse con la misteriosa raíz de los eventos sobrenaturales en la casa. Usando una tabla para contactar a los espíritus (técnica parecida a la Güija) el alcalde le pregunta al fantasma por qué lo asecha, y el fantasma le contesta que es un viejo amigo que ha venido a reclamarle "algo" que le quitó hace mucho tiempo. Poco después, todos comienzan a ser atacados por los objetos inanimados de la casa, que de pronto cobran vida y los obligan a escapar. El alcalde Jones es el único que no tiene suerte y termina encerrado en la casa con el fantasma. Desesperado, Freddy entra en la casa pero es tarde su padre está desaparecido, Daphne sugiere revisar las grabaciones de las cámaras con tal de encontrar algo que los lleve al paradero del alcalde Jones. No obstante, al revisarla los chicos descubren otra cosa: el alcalde fingió su captura por la sombra para ir en busca de la pieza del Disco Planisferio. Los chicos creen que aquella es la misma pieza que encontraron en la mansión Darrow, y unos momentos después escuchan al alcalde Jones gritar, cosa que desespera y deja devastado a Freddy. Vilma, Shaggy y Scooby-Doo investigan un poco y descubren semillas de girasol en la habitación del alcalde, las mismas que se encontraban por toda la casa desde que empezó a ser atormentado. También descubren una de las trampas de Freddy, que ha sido saboteada para producir fuego. Basándose en el sistema de seguridad de trampas que Freddy había instalado en toda su casa, Vilma se da cuenta de que los eventos sobrenaturales no son más que las trampas de Fred, y quien está detrás de todo solo puede ser un genio capaz de hackear la computadora que las controla, y tiene alguna relación con las semillas encontradas.

La quinceañera del grupo hace el perfil del posible responsable y, con la ayuda de una nueva trampa de Fred y esta vez poniendo a salvo al resto de sus amigos, la pandilla captura a la sombra, revelando que en realidad es ¡El Profesor Pericles! El perico sorprendido les pregunta como lo descubrieron, Vilma le contesta que solo él tenía una mente lo bastante capaz de desarrollar un plan tan complicado, pero su dieta en las semillas fue lo que lo delató. Sin embargo, Vilma no puede imaginar sus motivos para atacar al alcalde Jones, y el perico les revela que trataba de recuperar la pieza triangular, la cual el alcalde le quitó hace años, y que aquella pieza es realmente la segunda mitad de un extraño objeto llamado el "Disco Planisferio". Fred demanda saber qué es aquel disco exactamente, a lo que Pericles responde: «¿Y por qué no le preguntas?» y escapa con la pieza, tras capturar a los chicos con una de las trampas de Freddy.

La pandilla aterriza en el sótano de la casa, donde se encuentran con un capturado alcalde Jones, a quien le informan sobre el culpable de las apariciones. El padre de Fred les explica que él le quitó la pieza triangular a Pericles antes de que fuera encerrado, pero, Confundidos por las acusaciones del malvado perico, los chicos le preguntan al alcalde sobre el disco Planisferio y demandan respuestas. El hombre niega tener algo que ver y dice no saber por qué Pericles deseaba recuperarla. Un emocionado Freddy se alegra de que su padre esté bien y declara que el misterio está resuelto, pero el resto de la pandilla no está de acuerdo con sus palabras.